# Dialecto cadorino
El cadorino, un dialecto del ladino, es la lengua de Cadore, a los pies de las Dolomitas en la provincia de Belluno. Es distinto de los dialectos vecinos, y aunque ha recibido relativamente poca atención, es importante para comprender la historia lingüística del norte de Italia.

## Morfofonología
Las principales características del cadorino son las siguientes:
- Palatalización de *ka, *ga a č, ǧ.
- Retención de -s finales en la 2ª persona del singular verbal.[4]
- Velarización de *l a u antes de una consonante.[5]
- Rompimiento de vocales de "è" en sílabas cerradas.[6]
- La inflexión "òu" del participio pasivo de los verbos de la primera conjugación.
- Conservación de una distinción entre mayúsculas y minúsculas en los pronombres 1sg y 2sg (ió y tū en nominativo, en comparación con mi y ti en veneciano).[7]

Todas estas son características de los dialectos ladinos.

## Influencias
Il dialetto cadorino è un misto di etrusco, di latino, di greco, di slavo, di longobardo, di celtico-friulano, di tedesco, di francese: tutti regali che hanno fatto a noi, come all’altre parti d’Italia, quei graziosi nemici che sono venuti di quando in quando a visitarci.
Antonio Ronzon, Almanacco Cadorino 1873–1874

El cadorino se habla en lo que alguna vez fue territorio paleo-veneciano. Los topónimos muestran una fuerte presencia celta. Hubo una presencia friulana alrededor del año 500 d. C., y Cadorino conserva varias particularidades del friulano. A lo largo de los siglos, el veneciano (moderno) se ha expandido al área de Cadorino. Mientras que otras variedades ladinas fueron profundamente influenciadas por los dialectos tirolianos del alemán, estos tuvieron relativamente poca influencia en Cadorino, que fue mucho más afectado por el veneciano.

## Reconocimiento
Gracias a la legislación sobre el reconocimiento de minorías lingüísticas históricas (Ley 482/1999), el cadorino es reconocido por la provincia de Belluno junto con los dialectos de Comelico, Agordino, el valle alto de Cordevole y el Val di Zoldo.